# Santilly, Eure-et-Loir
Santilly är en kommun i departementet Eure-et-Loir i regionen Centre-Val de Loire strax norr om centrala Frankrike. Kommunen ligger i kantonen Janville som tillhör arrondissementet Chartres. År 2022 hade Santilly 306 invånare.

## Befolkningsutveckling
Antalet invånare i kommunen Santilly
Referens:INSEE